# На малкия остров
„На малкия остров“ е български игрален филм (драма) от 1958 година на режисьора Рангел Вълчанов, по сценарий на Валери Петров. Оператор е Димо Коларов. Музиката във филма е композирана от Симеон Пиронков.

## Състав

### Актьорски състав
| Роля                   | Изпълнител       |
| ---------------------- | ---------------- |
| Докторът               | Иван Кондов      |
| Коста Рика             | Стефан Пейчев    |
| Жеко                   | Константин Коцев |
| Ученикът               | Иван Андонов     |
| Капитан Станев         | Найчо Петров     |
| Козарката              | Румяна Чокойска  |
| Фаропазачът            | Димитър Пешев    |
| Пощенецът              | Гани Стайков     |
| Турчето                | Еки Карагьозов   |
| Неприятният            | Кирил Бозев      |
| Фелдфебелът            | Велико Росенски  |
| Войникът Гошко         | Иван Джамбазов   |
| Селянинът              | Иван Нанев       |
| Ординарецът            | Борис Гогов      |
| Оня с откъснатия пръст | Ангел Мерамов    |

### Творчески и технически екип
| Режисьор          | Рангел Вълчанов                                                             |
| Сценарий          | Валери Петров                                                               |
| Оператор          | Димо Коларов                                                                |
| Художник          | Христо Нейков                                                               |
| Архитект          | Мария Иванова                                                               |
| Музика            | Симеон Пиронков                                                             |
| Звукооператор     | Дончо Хинов                                                                 |
| Монтаж            | Анна Радичева                                                               |
| Грим              | Евгения Димчева                                                             |
| Втори оператор    | Емануил Пангелов                                                            |
| Асистент-режисьор | Георги Аврамов                                                              |
| Асистент-оператор | Илия Балсамаджиев                                                           |
| Директор          | Христо Каранешев                                                            |
| Distributed by    | Национален филмов център Студия за игрални филми „София“ /Copyright © 1957/ |

## Награди
- Втора награда за режисура на Рангел Вълчанов, Прага, 1959
- Почетен диплом от Международния филмов фестивал, Мелбърн, 1963